# Armin Sinančević
Armin Sinančević (en serbio: Армин Синанчевић, Brodarevo, 14 de agosto de 1996) es un deportista serbio que compite en atletismo.
Ganó una medalla de plata en el Campeonato Europeo de Atletismo de 2022, en la prueba de lanzamiento de peso. Participó en los Juegos Olímpicos de Tokio 2020, ocupando el séptimo lugar en la misma prueba.

## Palmarés internacional
| Campeonato Europeo | Campeonato Europeo | Campeonato Europeo | Campeonato Europeo |
| Año                | Lugar              | Medalla            | Prueba             |
| ------------------ | ------------------ | ------------------ | ------------------ |
| 2022               | Múnich (Alemania)  | Medalla de plata   | Peso               |